# Териберка (село)
Тери́берка — село в Кольском районе Мурманской области. Центр одноимённого сельского поселения. Расположено на Мурманском берегу Кольского полуострова в устье одноимённой реки, при впадении её в губу Териберскую Баренцева моря.

## Этимология
Название село получило по одноимённой реке Териберке, название которой в свою очередь, по одной из версий, восходит к устаревшему названию Кольского полуострова — Терь.

## История
Первое упоминание о Териберке относится к XVI веку. К тому времени здесь появилось русское сезонное поселение рыбопромышленников — становище. Во время переписи промысловых изб в 1608 году здесь было насчитано 6 изб — одно из трёх крупнейших поселений Восточного Мурмана. В 1623 году селение подверглось нападению датской военной эскадры. Датский флот смог разбить ядрами наспех построенный блокгауз, отогнать русских вглубь материка, захватить припасы и уничтожить трофейные русские ладьи. В 1809 году во время англо-русской войны становище было полностью сожжено англичанами. К 1823 году становище было заново отстроено и считалось одним из лучших на Мурмане.

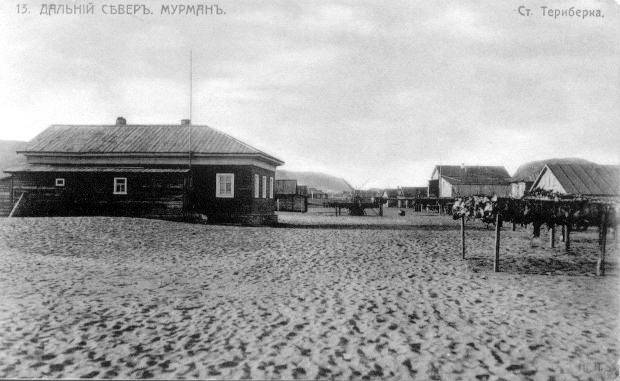
Териберка в начале XX века

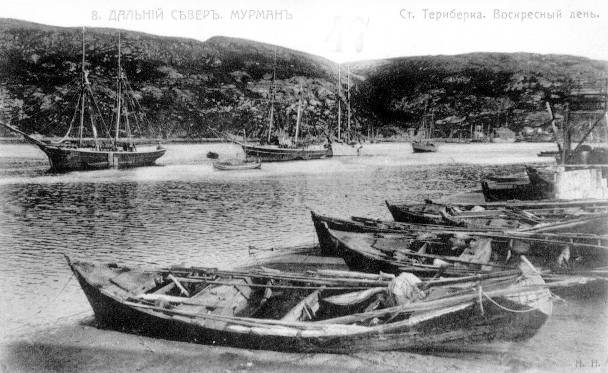
Териберка в начале XX века

Весной 1869 года началось переселение с берегов Белого моря в Териберку постоянных жителей — русских колонистов. Те, кто постоянно проживал на Мурманском берегу, получали некоторые льготы от правительства. Некоторые поморы первое время жили в землянках. Первые жители села занимались животноводством, рыболовством и китобойным промыслом. По распоряжению губернатора Качалова колонистам были выделены коровы холмогорской породы.
С 1871 по 1875 Териберка была одним из 8 на Мурманском берегу пунктов систематического захода парохода «Великий князь Алексей» Беломорско-Мурманского срочного пароходства на линии Архангельск — Вардё.
В 1875 году на пожертвования промышленников в селе был выстроен храм пророка Ильи, а в 1885 году — вторая церковь во имя Грузинской иконы Божьей матери.
В 1896 году на мысу Териберском начал работать маяк с пневматической сиреной. В 1902 году через Териберку прошла линия прибрежного телеграфа от Александровска до Восточной Лицы. В 1904 было возобновлено регулярное пароходное сообщение на линии Вардё — Восточная Лица, с заходом в Териберку.

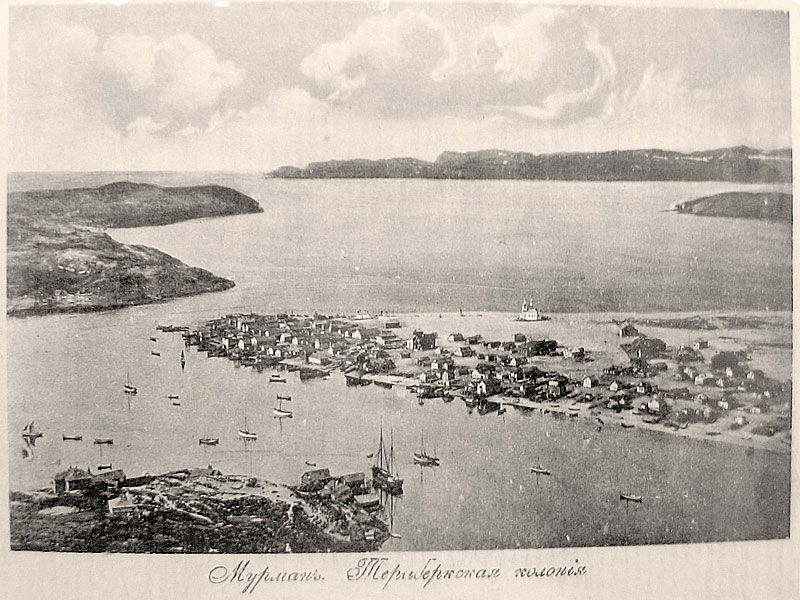
Териберская колония на рубеже XIX—XX веков.

На рубеже XIX—XX веков здесь был уже значительный населённый пункт: имелись две церкви с причтом, маяк, гидрометеостанция (с 1893 года, первая на Мурманском берегу), фельдшерский пункт (единственный на берегу). По инициативе А. А. Мухина в селе были открыты школа и народный дом.
Ещё раньше здесь работала Большая Петровская экспедиция, о чём свидетельствуют географические названия этих мест: мыс Деплоранского, губа Завалишина и другие.
Осенью 1906 года в Териберку заходил отряд боевых кораблей (в составе броненосцев «Слава», «Цесаревич», крейсера «Богатырь») под командованием И. Ф. Бострема.
В начале XX века в Териберке были довольно развитые тресковые и акульи промыслы (занимались в основном норвежцы, имевшие здесь свою факторию и магазин), шла довольно активная торговля треской. Териберка с 1912 года стала волостным центром. В 1914 году в селе проживало 1 538 жителей.
В конце 1920-х годов был организован первый колхоз, имевший, кроме рыболовецких шняк, свою молочно-товарную ферму и оленье стадо. В 1927 году село стало центром новообразованного Териберского района.
В 1930 году в селе были открыты детские ясли. В феврале 1930 года в селе был организован рыболовный колхоз «Красная Армия», занимавшийся ловлей сельди, трески и сёмги и объединивший 44 хозяйства и колхоз имени К. Е. Ворошилова. Ворошилов оказывал помощь колхозу. В 1932 году в Териберке была открыта одна из двух первых на полуострове моторно-рыболовных станций, на которой были оборудованы причалы, электростанция, судоремонтные мастерские.
В 1930 году в 2 км от Териберки возник посёлок Лодейное, который использовался как аванпорт для остановки рейсовых пароходов и место размещения судоремонтных мастерских.
В начале 1930-х годов Териберка была местом проживания астраханских кулаков-спецпереселенцев, которых в 1932 году переселили в Дальние Зеленцы. В 1930-х в селе был оборудован радиоузел, проведена электрификация, построены клуб, кинотеатр, больница, школа. Тогда же появилась первая газета в районе — «Териберский колхозник», — развивались художественная самодеятельность и спорт. В 1938 году Териберка получила статус рабочего посёлка.
Перед Великой Отечественной войной за трудовые достижения работники МТВ и рыбаки колхоза несколько раз удостаивались чести быть направленными на ВДНХ в Москву, отмечались правительственными наградами и дипломами ВДНХ. Примерно в то же время началось строительство судоремонтных мастерских в соседнем населённом пункте Лодейное (ныне часть Териберки). До войны в Териберке проживало 5 360 человек.
Во время Великой Отечественной войны Териберку от высадки десанта защищали 352-й стрелковый и 143-й артиллерийский полки. В Териберке располагались войска ПВО флота. Находясь далеко за линией фронта, Териберка неоднократно подвергалась налётам немецких бомбардировщиков. Вылов рыбы для фронта не прекращался и в это время. На фронт жители села отправили сотни посылок и тёплых вещей.
Наибольшего развития посёлок Териберка достиг после окончания Великой Отечественной войны. В 1940—1960-х годах здесь было уже два рыболовецких колхоза, две молочно-товарные фермы, птицеферма, около 2 000 голов оленей, ферма по разведению американской норки, два рыбозавода, мастерские и склады Беломорской базы ГосЛова, на полную мощность работали и развивались судоремонтные мастерские, велось активное строительство жилья и объектов соцкультбыта, имелся стадион, Дом культуры, клубы судоремонтных мастерских и рыбозавода, пионерский клуб, две школы — начальная и восьмилетняя, интернат для детей из посёлков с побережья, больница, поликлиника, амбулатория, типография.
В 1957 году в состав посёлка был включён населённый пункт Лодейное.
В 1960 году Териберский район был упразднён, а село было включено в территорию, подчинённую Североморскому городскому совету.
Териберка была районным центром, довольно быстро развивалась и росла. Упадок в селе начался в 1960-х годах, когда центр района перенесли в Североморск, появились крупнотоннажные суда, флота ушли в океан, прибрежный промысел потерял своё значение, рыбопереработка, в связи с развитием рыбного порта и рыбокомбината в городе Мурманске, сошла на нет.
В то время[уточнить] в Териберке был колхоз имени XXI съезда КПСС, построена животноводческая ферма. Траулер-рефрижератор «Печорец» териберского колхоза совершал промысловые рейсы к берегам Африки. Предполагалось строительство в Лодейном сёмужьего завода. В Териберку переселили жителей многих населённых пунктов Мурманского берега. Организовано телевизионное вещание. В Териберку было организовано регулярное сообщение теплоходов Мурманского морского пароходства.
Позже в процессе «укрупнения» был ликвидирован колхоз «Мурманец» вместе со звероводческой фермой, распалась Беломорская база ГосЛова, оленье стадо было передано в село Ловозеро, был ликвидирован рыбозавод, так как крупные суда не могли заходить в реку.
В конце 1980-х годов был построен мост, соединивший Териберку с Лодейным (до того была организована переправа через реку). В 1991 году посёлкообразующий колхоз имени XXI съезда КПСС в очередной раз получил новое имя — «Мурман». В 1990-х после приватизации предприятий значительная часть жителей посёлка лишилась рабочих мест, усилился и без того значительный отток населения из посёлка. В 1997 году пгт Териберка был преобразован в село. 1 января 2006 года передано из подчинения Североморску в Кольский район.

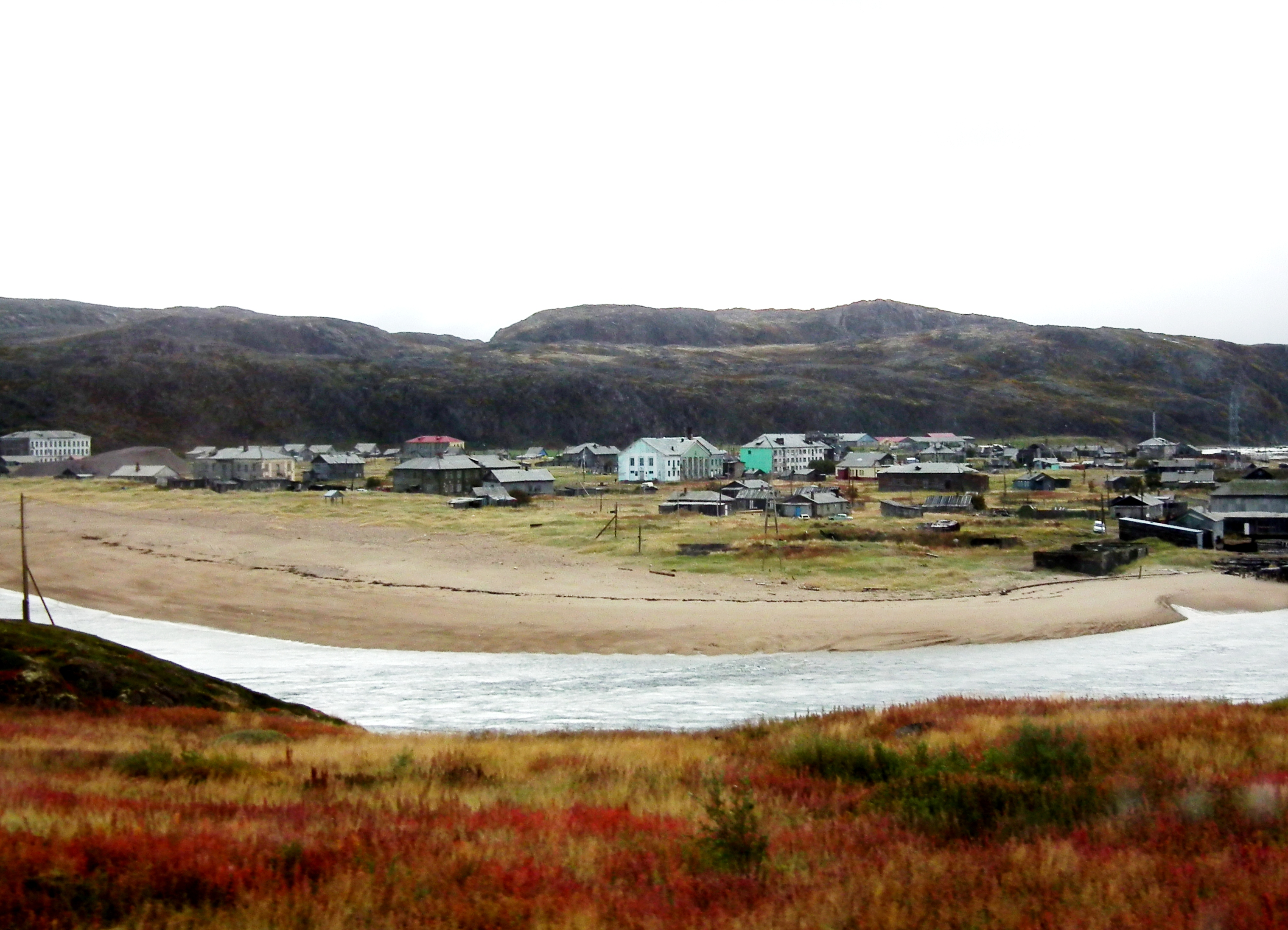
Териберка

С 1 января 2009 года село было исключено из пограничной зоны.
По состоянию на 2007 год посёлок находился в плачевном состоянии: помимо ухудшения состояния инфраструктуры как такового, главной проблемой является безработица. Официально числятся безработными около 170 человек, однако в посёлке работы нет, кроме поддержания жизнеобеспечения самого посёлка. Териберка — наполовину покинутый населённый пункт, имеется много полностью брошенных зданий, в руинах до 2015 года был и Дом культуры.
В 2016 году в посёлке было построено новое пожарное депо, реконструирован Дом культуры. В 2017 году на внутрипосёлковых дорогах в Териберке впервые появилось асфальтобетонное покрытие, было построено несколько новых многоквартирных домов.
В последнее десятилетие, очевидно, после съёмок и показа фильма "Левиафан", Териберка превратилась в достаточно заметный туристический центр. В посёлке и его окрестностях построено около 10 гостиниц и отелей с максимальной вместимостью до 80 человек. Посёлок не стал местом паломничества, но поток туристов достаточно стабилен, что положительно сказывается и на благоустройстве жилой части посёлка, развитии инфраструктуры и на благосостоянии местного населения. Кроме историко-культурной программы, посещения местных достопримечательностей и заброшенных зданий посёлка, туристам предлагают рыбалку, дайвинг, поездки на квадроциклах, парашютный спорт.
Териберка является звеном в строящейся трансарктической коммуникационной сети ПВОЛС «Полярный экспресс». В 2021 году на территории села была построена береговая станция связи, а в 2022 г. подводный кабель был проложен до п. Амдерма.

## География и климат
Териберка находится на Кольском полуострове непосредственно на берегу Баренцева моря, в зоне тундры. Климат субарктический, зима сравнительно тёплая, но ветреная, лето недолгое и обычно прохладное. Полярная ночь в селе длится в течение 43 суток (с 1 декабря по 12 января).
| Показатель                                          | Янв.  | Фев.  | Март | Апр. | Май   | Июнь | Июль | Авг. | Сен. | Окт.  | Нояб. | Дек.  | Год  |
| --------------------------------------------------- | ----- | ----- | ---- | ---- | ----- | ---- | ---- | ---- | ---- | ----- | ----- | ----- | ---- |
| Абсолютный максимум, °C                             | 7,5   | 6,4   | 7,3  | 13,6 | 28,0  | 30,4 | 34,5 | 33,8 | 25,8 | 14,2  | 9     | 9,1   | 34,5 |
| Средний суточный максимум, °C                       | −4    | −4,5  | −2,1 | 1,4  | 6,3   | 11,2 | 15,5 | 14,0 | 10,2 | 4,4   | −0,2  | −2    | 4,2  |
| Средняя температура, °C                             | −6,9  | −7,3  | −4,5 | −0,9 | 3,5   | 7,8  | 11,9 | 11,1 | 7,9  | 2,5   | −2,5  | −4,6  | 1,5  |
| Средний суточный минимум, °C                        | −9,8  | −10,2 | −7,1 | −3,2 | 1,1   | 5,1  | 8,9  | 8,5  | 5,6  | 0,4   | −4,9  | −7,4  | −1,1 |
| Абсолютный минимум, °C                              | −29,6 | −31,2 | −32  | −24  | −11,9 | −4,4 | −0,5 | −0,8 | −7,5 | −20,7 | −23,5 | −28,4 | −32  |
| Норма осадков, мм                                   | 27    | 21    | 27   | 24   | 33    | 49   | 57   | 55   | 54   | 63    | 32    | 29    | 471  |
| Источник: http://pogodaiklimat.ru/climate/22028.htm |       |       |      |      |       |      |      |      |      |       |       |       |      |

| Показатель | Янв.  | Фев.  | Март | Апр. | Май   | Июнь | Июль | Авг. | Сен. | Окт.  | Нояб. | Дек.  | Год  |
| --- | ----- | ----- | ---- | ---- | ----- | ---- | ---- | ---- | ---- | ----- | ----- | ----- | ---- |
| Абсолютный максимум, °C | 7,5   | 6,4   | 7,3  | 13,6 | 28,0  | 30,4 | 34,5 | 33,8 | 25,8 | 14,2  | 9,0   | 9,1   | 34,5 |
| Средний суточный максимум, °C | −5,1  | −5,9  | −2,8 | 1,3  | 6,1   | 10,7 | 15,3 | 13,7 | 10,2 | 4,2   | −0,7  | −2,8  | 3,7  |
| Средняя температура, °C | −6,9  | −7,7  | −4,8 | −0,6 | 3,9   | 8,2  | 12,5 | 11,3 | 8,2  | 2,8   | −2,1  | −4,5  | 1,7  |
| Средний суточный минимум, °C | −8,8  | −9,7  | −6,8 | −2,5 | 1,6   | 5,7  | 9,7  | 8,9  | 6,2  | 1,4   | −3,6  | −6,4  | −0,4 |
| Абсолютный минимум, °C | −29,6 | −31,2 | −32  | −24  | −11,9 | −4,4 | −0,5 | −0,8 | −7,5 | −20,7 | −23,5 | −28,4 | −32  |
| Норма осадков, мм | 30    | 21    | 23   | 22   | 33    | 50   | 62   | 52   | 56   | 58    | 34    | 30    | 471  |
| Источник: Climate Robot Russia. www.weatheronline.co.uk. Дата обращения: 19 октября 2020., Погода и климат. www.pogodaiklimat.ru. Дата обращения: 19 октября 2020. |       |       |      |      |       |      |      |      |      |       |       |       |      |

## Население
| 1939 | 1959  | 1970  | 1979  | 1989  | 2002  | 2010 |
| ---- | ----- | ----- | ----- | ----- | ----- | ---- |
| 2802 | ↗4762 | ↘3150 | ↘2479 | ↘2338 | ↘1367 | ↘957 |

Половой состав
Численность населения, проживающего на территории населённого пункта, по данным Всероссийской переписи населения 2010 года составляет 957 человек, из них 476 мужчин (49,7 %) и 481 женщина (50,3 %).
В селе создана саамская община.

## Транспорт
До 1984 года Териберка не имела автомобильного сообщения и туда можно было попасть либо по морю, либо вертолётом. Дорога в Териберку круглогодичная, но может быть занесена снегом в случае обильных осадков, как это было в апреле 2014 года (дорога на Териберку более недели была под снежным завалом). За всю зиму 2016/2017 года из-за снежных завалов дорога была перекрыта в общей сложности больше месяца.
В 2017 году село также попало в снежный плен, который длился с 26 марта по 18 апреля.

## Планы развития
В настоящее время разработан проект строительства в селе завода по производству сжиженного природного газа (в рамках освоения Штокмановского газового месторождения). Для этого предполагалось переселить старый посёлок (348 человек) в Лодейный (около 1 тыс. человек), против чего возражало население старого посёлка. В 2007 году Газпром решил не переселять посёлок и построить завод восточней Териберки (губа Орловка, губа Завалишина), против чего население не возражало. На 2009 год идут изыскательские работы.
Рассматривается проект строительства Северной ПЭС в губе Долгая в 10 км от села.
Существует проект строительства морского порта в Териберке.
После постройки завода планируется построить 2 детских сада, 3 школы, три десятка 48-квартирных домов, клуб, физкультурно-оздоровительный комплекс, универсам, и столовую-кафе на 200 мест, котельную, больницу и поликлинику.

## Культура
В селе создан поморский хор сельского поселения Териберка — старейший (1935 год основания) фольклорный коллектив Мурманской области и детский фольклорный ансамбль «Поморочка».
Начиная с 2015 года в Териберке проводится фестиваль «Териберка. Новая жизнь», в котором принимают участие музыканты, фолк-коллективы, спортсмены, рестораторы, дизайнеры и др..

## Туризм

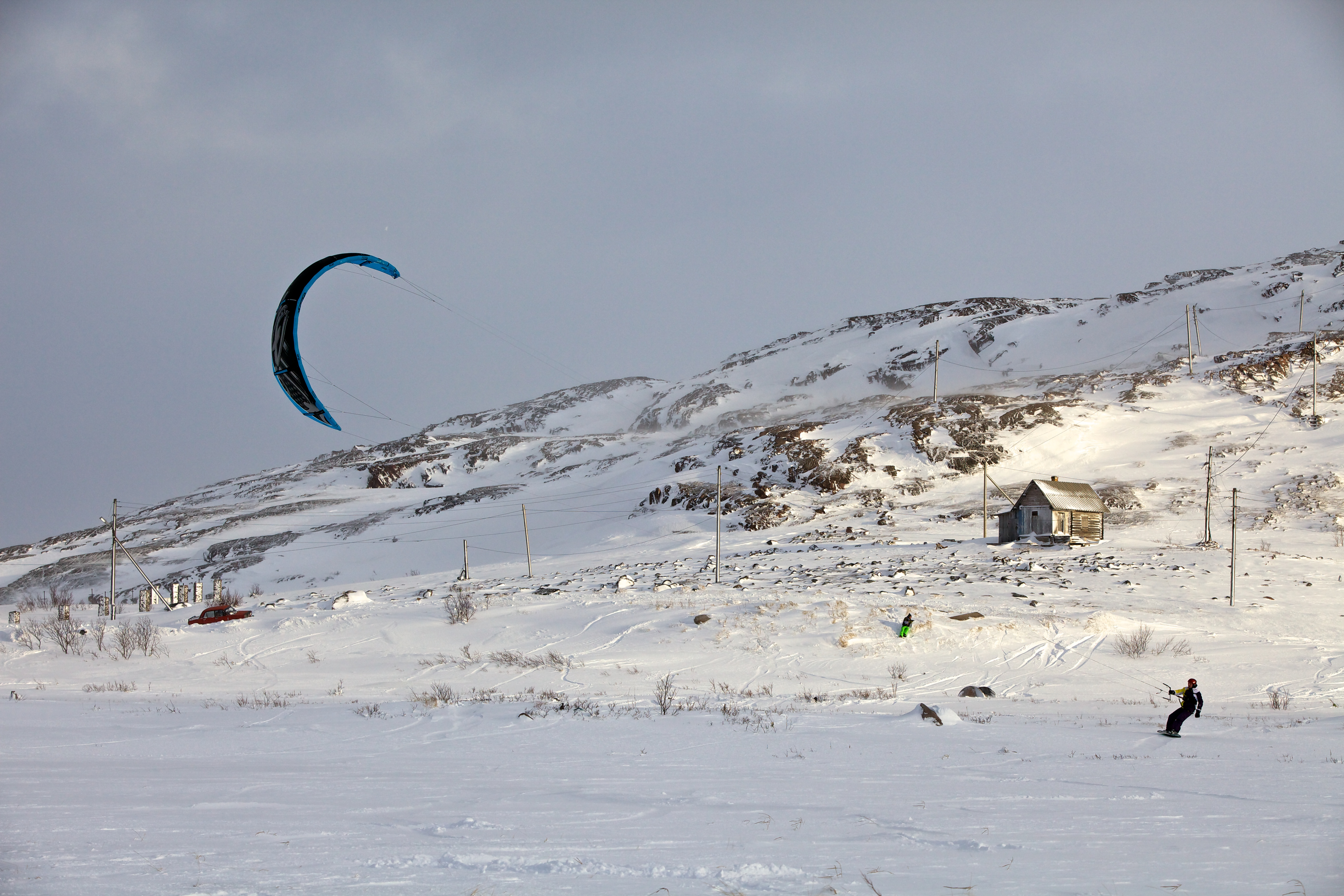
Зимний кайтинг в Териберке

В европейской части России Териберка является единственным местом, куда можно добраться по автомобильной дороге, чтобы увидеть открытое Баренцево море и Северный Ледовитый океан. Благодаря постоянным ветрам село является хорошим местом для занятий кайтсёрфингом (в том числе зимним).

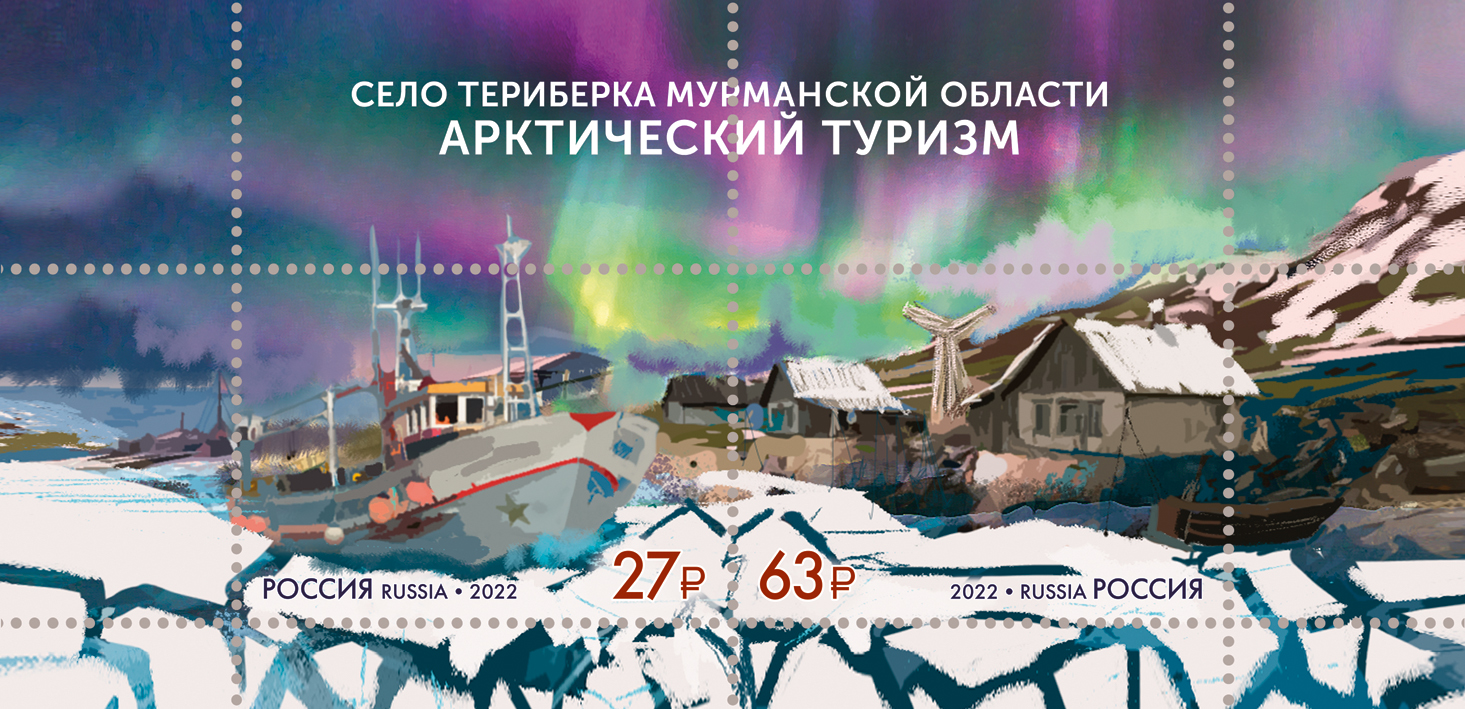
Полярное сияние над селом Териберка на сцепке России 2022 года, посвящённой Арктическому туризму

## Люди, связанные с Териберкой
В селе родились саамская писательница и педагог Александра Антонова, поэт и переводчик Владимир Смирнов.
До Великой Отечественной войны в селе жили поэт Константин Баёв и писатель Михаил Барышев.
Териберку посещали многие знаменитые люди, такие как Ф. П. Литке, С. В. Максимов, В. И. Немирович-Данченко, Н. Я. Данилевский, К. К. Случевский, С. Ю. Витте, К. А. Коровин, Н. М. Книпович, А. И. Микоян, Е. А. Михалин и многие другие.

## Териберка в культуре

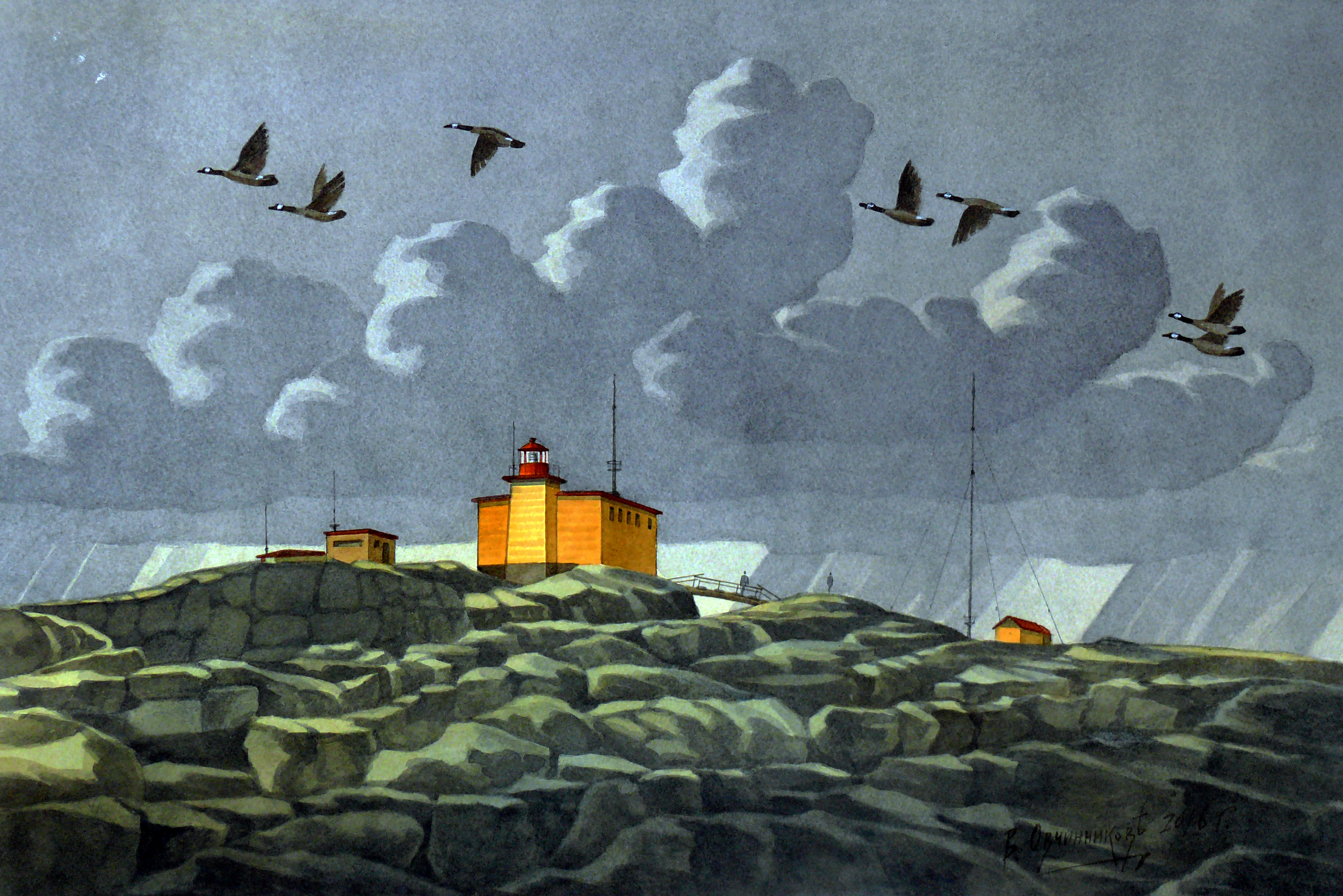
Картина «Маяк Териберский», Художник В. И. Овчинников

- У русского художника К. А. Коровина есть картина «Становище Териберка»[66].
- В Териберке происходят действия повести Валериана Правдухина «Гугенот из Териберки»[67].
- В Териберке проводилась часть съёмок фильма Андрея Звягинцева «Левиафан», получил премии «Золотой глобус» на «Лучший фильм на иностранном языке»[68].
- В 2014 году у группы «Василий К. и Интеллигенты» вышел альбом «Териберка». Лидер группы Василий К. родился в Мурманске и в его творчестве на этом альбоме нашло отражение вдохновение особой атмосферой Кольского полуострова[69].
- В Териберке проводилась часть съёмок фильма Алексея Мизгирёва «Дуэлянт».